# Campionati europei di short track 2013
I Campionati europei di short track 2013 sono stati la 17ª edizione della competizione organizzata dall'International Skating Union. Si sono svolti dal 18 al 20 gennaio 2013 a Malmö, in Svezia.

## Partecipanti per nazione
La lista dei partecipanti era composta da 123 atleti, di cui 64 uomini e 59 donne.
| Nazione (Donne/Uomini)                                                   | Nazione (Donne/Uomini)                                     | Nazione (Donne/Uomini)                                                      | Nazione (Donne/Uomini)                                                  | Nazione (Donne/Uomini)                                                  | Nazione (Donne/Uomini)         |
| ------------------------------------------------------------------------ | ---------------------------------------------------------- | --------------------------------------------------------------------------- | ----------------------------------------------------------------------- | ----------------------------------------------------------------------- | ------------------------------ |
| Bosnia ed Erzegovina (0/1) Bulgaria (5/4) Danimarca (0/1) Germania (5/5) | Francia (0/5) Regno Unito (4/5) Israele (0/1) Italia (5/5) | Lettonia (1/1) Lituania (1/0) Paesi Bassi (5/5) Austria (1/0) Polonia (5/5) | Romania (4/0) Russia (5/5) Svizzera (0/1) Serbia (0/1) Slovacchia (1/0) | Spagna (1/1) Rep. Ceca (1/1) Turchia (0/2) Ucraina (4/5) Ungheria (5/5) | Bielorussia (5/5) Svezia (1/0) |

## Calendario
| Data       | Ora (UTC+1) | Gara                            |
| ---------- | ----------- | ------------------------------- |
| 18 gennaio | 15:40       | 1500 m U/D - batterie           |
| 18 gennaio | 17:20       | 1500 m U/D - semifinali         |
| 18 gennaio | 18:05       | 1500 m U/D - finali             |
| 18 gennaio | 19:30       | staffetta 3000 m D - batterie   |
| 18 gennaio | 20:06       | staffetta 5000 m U - batterie   |
| 19 gennaio | 12:30       | 500 m U/D - preliminari         |
| 19 gennaio | 13:57       | 500 m U/D - batterie            |
| 19 gennaio | 15:20       | 500 m U/D - quarti di finale    |
| 19 gennaio | 15:57       | 500 m U/D - semifinali          |
| 19 gennaio | 16:24       | 500 m U/D - finali              |
| 19 gennaio | 16:55       | staffetta 3000 m D - semifinali |
| 19 gennaio | 17:10       | staffetta 5000 m U - semifinali |
| 20 gennaio | 12:15       | 1000 m U/D - batterie           |
| 20 gennaio | 13:36       | 1000 m U/D - quarti di finale   |
| 20 gennaio | 14:50       | 1000 m U/D - semifinali         |
| 20 gennaio | 15:21       | 1000 m U/D - finale             |
| 20 gennaio | 15:54       | 3000 m U/D - finale             |
| 20 gennaio | 16:24       | staffetta 3000 m D - finale     |
| 20 gennaio | 16:31       | staffetta 5000 m U - finale     |

## Podi

### Uomini
| Evento                         | Oro                                                                  | Tempo    | Argento                                                                     | Tempo    | Bronzo                                                            | Tempo    |
| 500 m (dettagli)               | Vladimir Grigor'ev                                                   | 41"330   | Sjinkie Knegt                                                               | 41"407   | Viktor An                                                         | 41"432   |
| 1000 m (dettagli)              | Freek van der Wart                                                   | 1'26"627 | Viktor An                                                                   | 1'26"787 | Semën Elistratov                                                  | 1'26"978 |
| 1500 m (dettagli)              | Sjinkie Knegt                                                        | 2'18"474 | Niels Kerstholt                                                             | 2'21"101 | Yuri Confortola                                                   | 2'21"212 |
| 3000 m (dettagli)              | Freek van der Wart                                                   | 4'59"312 | Sjinkie Knegt                                                               | 4'59"369 | Semën Elistratov                                                  | 4'59"786 |
| Staffetta 5000 m (dettagli)    | Russia Evgenij Kozulin Viktor An Semën Elistratov Vladimir Grigor'ev | 6'51"293 | Paesi Bassi Sjinkie Knegt Freek van der Wart Daan Breeuwsma Niels Kerstholt | 6'51"465 | Ungheria Viktor Knoch Bence Béres Shaolin Sándor Liu Csaba Burján | 7'02"574 |
| Classifica generale (dettagli) | Freek van der Wart                                                   | 84 pt    | Sjinkie Knegt                                                               | 76 pt.   | Vladimir Grigor'ev                                                | 41 pt.   |

### Donne
| Evento                         | Oro                                                                             | Tempo    | Argento                                                           | Tempo    | Bronzo                                                                  | Tempo    |
| 500 m (dettagli)               | Arianna Fontana                                                                 | 44"961   | Jorien ter Mors                                                   | 45"015   | Patrycja Maliszewska                                                    | 45"208   |
| 1000 m (dettagli)              | Elise Christie                                                                  | 1'30"445 | Arianna Fontana                                                   | 1'30"742 | Jorien ter Mors                                                         | 1'30"757 |
| 1500 m (dettagli)              | Elise Christie                                                                  | 2'26"741 | Arianna Fontana                                                   | 2'27"197 | Charlotte Gilmartin                                                     | 2'28"043 |
| 3000 m (dettagli)              | Arianna Fontana                                                                 | 6'12"987 | Jorien ter Mors                                                   | 6'13"268 | Bernadett Heidum                                                        | 6'13"746 |
| Staffetta 3000 m (dettagli)    | Paesi Bassi Lara van Ruijven Jorien ter Mors Sanne van Kerkhof Yara van Kerkhof | 4'18"569 | Germania Tina Grassow Christin Priebst Julia Riedel Bianca Walter | 4'18"692 | Polonia Natalia Maliszewska Patrycja Maliszewska Aida Bella Paula Bzura | 4'19"794 |
| Classifica generale (dettagli) | Arianna Fontana                                                                 | 110 pt.  | Elise Christie                                                    | 70 pt.   | Jorien ter Mors                                                         | 60 pt.   |

## Medagliere
| Pos.   | Paese         | Oro | Argento | Bronzo | Totale |
| ------ | ------------- | --- | ------- | ------ | ------ |
| 1      | Paesi Bassi   | 5   | 7       | 2      | 14     |
| 2      | Italia        | 3   | 2       | 1      | 6      |
| 3      | Russia        | 2   | 1       | 4      | 7      |
| 4      | Gran Bretagna | 2   | 1       | 1      | 4      |
| 5      | Germania      | 0   | 1       | 0      | 1      |
| 6      | Polonia       | 0   | 0       | 1      | 1      |
| 6      | Ungheria      | 0   | 0       | 1      | 1      |
| Totale | Totale        | 12  | 12      | 12     | 36     |